# 信和建設
信和建設株式会社（しんわけんせつ、SHINWA CONSTRUCTION Co.,Ltd.）は、大阪市中央区に本社を置く日本の建設会社であり、信和ホールディングス株式会社傘下のゼネコンである。賃貸住宅着工戸数が近畿エリア第2位、全国第6位（全国賃貸住宅新聞平成27年6月29日号掲載）、ルネス工法受注棟数・総戸数では全国1位の実績がある。2021年「大阪府健康づくりアワード」のスピンオフ企画『「職場で健活10」大賞』特別賞受賞。
2023年8月より株式会社七十七銀行（宮城県仙台市青葉区）の「77SDGs私募債(寄付型／社会貢献コース)」で資金を調達し、その発行手数料の一部を活用し、教育機関や老人介護保健施設、地方公共団体に必要な書籍・備品等の教育用品等および車椅子等の福祉用品等の物品を寄贈。

## 概要
関西・東京を中心に分譲マンションと賃貸マンションの建設を手掛けている。開発部門の 信和不動産とともに、不動産開発事業も行っている。土地のオーナーに対して土地活用・マンション経営を提案し、企画・開発から設計・施工、竣工後の仲介管理・事業経営までを一貫して行うワンストップ・サポートを実現している。マンションのほか、ホテル・介護施設・商業施設・オフィスビル・駐車場・天然温泉施設・貸し会議室など様々な土地活用の実績もある。スケルトン・インフィル工法を推奨し、建物の長寿命化に取り組んでいる。温浴施設付き賃貸マンションや屋上菜園付きマンションなども手掛ける。ルネス工法を積極的に採用し、リノベーションを簡易化するとともに、床下に収納スペースを設けるなど「よろこばれる建物づくり」をコンセプトとしている。

## 沿革
| 年度     | 内容 |
| -------- | --- |
| 明治25年 | 初代棟梁斉藤梅吉が兵庫県豊岡市で信和建設の前身となる「斉藤工務店」を創業 |
| 大正11年 | 斉藤梅吉の二男、二代目棟梁斉藤浅松が現在の大阪市東淀川区へ拠点を移す |
| 昭和34年 | 斉藤浅松の二男、三代目棟梁斉藤博（信和建設株式会社初代代表取締役社長）が大阪市東淀川区にて「信和住宅建設株式会社」設立。資本金50万円 同年、信和建設株式会社に商号変更                                                    |
| 昭和39年 | 豊中市大島町に本社ビル新築、移転 |
| 昭和41年 | 信和建設株式会社一級建築士事務所を開設 |
| 平成6年  | 本社社屋を立替新築 |
| 平成14年 | ISO9001：2000認証取得 |
| 平成16年 | ルネス事業部設立 |
| 平成17年 | オリジナルマンションブランド「Dolce Vita」の販売開始 ルネス工法 受注棟数全国第1位 平成17年度賃貸住宅着工戸数 関西エリア第4位［全国賃貸住宅新聞発表］                                                                     |
| 平成18年 | 平成18年度賃貸住宅竣工戸数 近畿エリア第4位［全国賃貸住宅新聞発表］ |
| 平成19年 | 大阪市北区に中津店オープン 平成19年度賃貸住宅竣工戸数・棟数 近畿エリア第3位［全国賃貸住宅新聞発表］ ルネス工法 受注棟数・総戸数とも全国第1位                                                                             |
| 平成20年 | 大阪市淀川区に「天然温泉ひなたの湯」オープン ルネス工法 受注棟数・総戸数とも全国第1位 仲介管理店舗を自社ブランド化。ブランド名「みつけや本舗」 平成20年度賃貸住宅竣工戸数・棟数 近畿エリア第2位［全国賃貸住宅新聞発表］  |
| 平成21年 | 信和建設の不動産部門を分社化。前身である「株式会社信和」設立。 平成21年度賃貸住宅竣工戸数・棟数 近畿エリア第2位［全国賃貸住宅新聞発表］                                                                                  |
| 平成22年 | 資本金7000万円に増資 大阪市淀川区に本社ビル新築、移転 「株式会社 新都計画」をグループ化 大阪市淀川区に「貸し会議室 大阪研修センター」オープン 平成22年度賃貸住宅着工・棟数・戸数 近畿エリア第2位［全国賃貸住宅新聞発表］ |
| 平成23年 | 東京都中野区に東京支店を開設 ルネス工法 受注棟数・戸数（平成23年度）全国第1位 平成23年度賃貸住宅着工戸数・棟数 近畿エリア第3位［全国賃貸住宅新聞発表］                                                                   |
| 平成24年 | 「株式会社ホテルプラザ神戸」をグループ化 平成24年度賃貸住宅着工戸数 近畿エリア第2位［全国賃貸住宅新聞発表］ |
| 平成25年 | 「株式会社信和」の商号を「信和不動産株式会社」へ変更 ルネス工法 受注棟数・受注戸数（平成25年度）全国第1位 |
| 平成26年 | 「貸し会議室 大阪研修センター江坂」オープン 「大神田建設株式会社」をグループ化 ルネス工法 受注戸数（平成26年度）全国第1位 平成26年度賃貸住宅着工戸数 近畿エリア第2位［全国賃貸住宅新聞発表］                             |
| 平成27年 | 100％出資子会社「信和都市開発株式会社」設立 ルネス工法 受注棟数・受注戸数（平成27年度）全国第1位 平成27年度賃貸住宅着工戸数 近畿エリア第3位［全国賃貸住宅新聞発表］                                                      |
| 平成28年 | 「株式会社アリストジャパン」「株式会社シルキーバード」をグループ化 「貸し会議室 大阪研修センター伊丹」オープン |
| 平成29年 | 「貸し会議室 大阪研修センター」を「JEC日本研修センター」に名称変更 「JEC日本研修センター神戸元町」オープン |
| 平成30年 | 「株式会社ホテルプラザ神戸」を「株式会社SHINKAホテルズ」に商号変更 「ライズホテル大阪北新地」オープン 大阪市中央区長堀橋に本社社屋を移転                                                                                 |
| 令和元年 | 「JEC日本研修センター 心斎橋」オープン 「株式会社 Cyujo」をグループ化 |
| 令和４年 | 仲部介管理・みつけや本舗を分社化し「信和コミュニティ株式会社」を設立 |
| 令和５年 | １月より東京支店事務所を東京都千代田区丸の内へ移転 |

## 施工物件
- 2020年竣工　フェアフィールド・バイ・マリオット大阪難波
- 2021年竣工　マリオットグループ　モクシー京都二条
- 2018年竣工　THE RISEホテル大阪北新地
- シニアスタイル尼崎
- シニアスタイル武庫之荘
- シニアスタイル西宮北口
- 賃貸マンションブランド「スプランディッド」シリーズ多数
- 分譲マンションブランド「ドルチェヴィータ」シリーズ多数

## CSR活動
- 豊中市立文化芸術センター大ホールの緞帳を寄贈[4]
- 2011年3月11日の東日本大震災後、12回にわたり社員が被災地に行き、民家の片付けや汚泥の運び出しなどのボランティア活動を行った。また、石巻市雄勝町水浜地区に自主放送設備を設置
- 2015年、2016年、2017年に読売テレビ24時間テレビ「愛は地球を救う」に協賛、募金活動を行った
- 2016年熊本地震の際、ペットボトル入りの水を350ケースを支援
- 2017年よりAAF(Asian Architecture Friendship)（ネパールを初めとするアジアの開発途上国で教育施設などの建設支援活動を実践する建築士を中心とした団体）への寄付を行っている
- 2007年より年1回日本赤十字社・献血を本社にて行っている
- 2000年、斉藤博社長の社葬に寄せられた香典をすべて豊中市へ寄付